# Karine Tuil

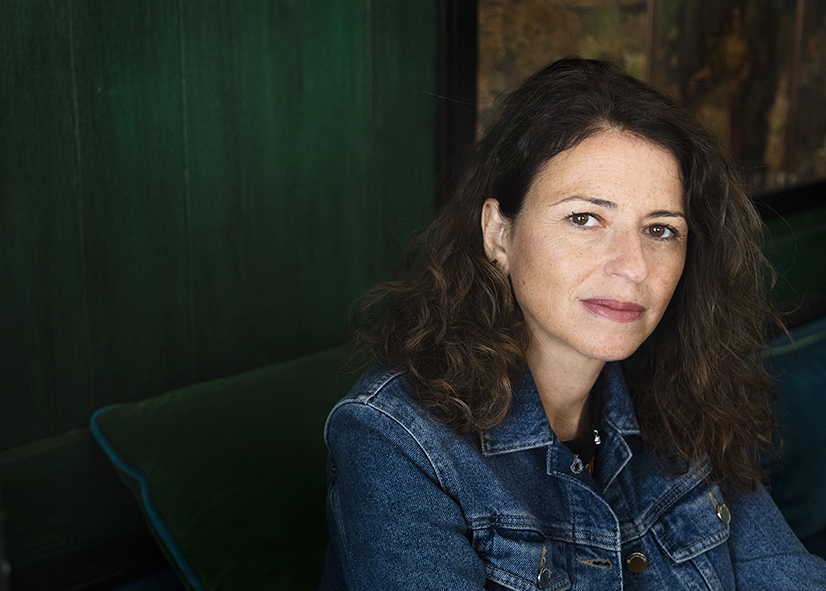
Karine Tuil, 2019

Karine Tuil (* 3. Mai 1972 in Paris) ist eine französische Schriftstellerin.

## Leben
Karine Tuil wurde als Tochter tunesischer Juden in Paris geboren und lebt dort heute mit ihrem Mann und ihren drei Kindern. Sie studierte Kommunikations- und Informationswissenschaften sowie Recht an der Universität Panthéon-Assas. Sie hat elf Romane veröffentlicht, deren Figuren sich mit sozialen, politischen, juristischen und ethischen Fragen auseinandersetzen.
Ihren ersten Auftritt im Literaturgeschäft hatte sie mit dem Gewinn eines Kurzgeschichtenwettbewerbs. Ihr Romandebüt gab sie im Jahr 2000 mit Pour le pire. Mit ihrem siebten Roman La Domination erhielt sie Nominierungen für renommierte Literaturpreise wie Prix Goncourt des lycéens und Prix de Flore. Ihre Romane wurden bisher ins Italienische, Englische und Deutsche übersetzt. Im August 2016 erschien ihr zehnter Roman, L’Insouciance. Für Les Choses humaines wurde Tuil 2019 mit dem Prix Interallié ausgezeichnet. 2021 verfilmte Yvan Attal den Roman unter dem gleichnamigen Titel. 

## Werke
- Pour le pire (2000).
- Interdit (2001).
  - Der Rabbi und die Braut, Aufbau, Berlin 2005, ISBN 3-7466-2129-1.
- Du sexe féminin (2002)-
  - Schaumhochzeit, Kiepenheuer & Witsch, Leipzig 2003, ISBN 3-378-00649-8.
- Tout sur mon frère (2003)
- Quand j’étais drôle (2005)
- Douce France (2007)
- La Domination (2008)
- Six mois, six jours (2010)
- L’Invention de nos vies (2013)
  - Die Gierigen, dt. v. Maja Ueberle-Pfaff, Ullstein, Berlin 2014, ISBN 978-3-351-03378-1.
- L’Insouciance. Éitions Gallimard, Paris 2016, ISBN 978-2-07-014619-2.
  - Die Zeit der Ruhelosen. Roman. Übersetzung Maja Ueberle-Pfaff. Ullstein, Berlin 2017, ISBN 978-3-550-08175-0.
- Les Choses humaines (2019). Éditions Gallimard, ISBN 978-2-07-272933-1.
  - Menschliche Dinge, dt. von Maja Ueberle-Pfaff, Claassen, Berlin 2020, ISBN 978-3-546-10002-1.
- La Décision (2022). Éditions Gallimard, ISBN 978-2-07-294354-6.
  - Diese eine Entscheidung, dt. von Maja Ueberle-Pfaff, dtv, München 2022, ISBN 978-3-423-29036-4.